# Василь (Лужинський)
Васи́ль Лужи́нський (світське ім'я Венеди́кт Лужи́нський; 1791, Стара Рудня, Російська імперія тепер Білорусь — 26 січня/2 лютого 1879, Санкт-Петербург) — єпископ Української греко-католицької церкви, з 25 березня 1839 єпископ Російської православної церкви; єпископ Оршанський (1833-1840), архієпископ Полоцький і Вітебський (1840–1866). Один із ініціаторів Полоцького церковного собору в 1839 році. Доктор богослів'я (1825).

## Життєпис

### Юність та освіта
Народився в родині греко-католицького священика Стефана Лужина-Лужинського. Через ранню смерть батька виховувався в двоюрідного дядька шляхтича-католика Кельчевського. Навчався у Полоцькій духовній семінарії (1807–1814), Полоцькій єзуїтській академії (1814–1816) та Головній католицькій семінарії при Віленському університеті (1816–1819), яку закінчив зі ступенем кандидата філософії. У 1825 році отримав ступінь доктора богослов'я.

### Священик
Після завершення навчання Лужинський повернувся у Полоцьк і став помічником Полоцького архієпископа Івана Красовського. 6 серпня 1819 року Лужинський став священником у неодруженому стані. У 1820 році Івана Красовського було відсторонено від уряду архієпископа. На його захист стало біле духовенство на чолі з Лужинським. Через це останнього було звільнено з обов'язків, які він виконував у Полоцькій семінарії.
У вересні 1824 року радою Виленського університету Лужинського обрано префектом Виленської семінарії. У семінарії він навчав церковного співу та організував хор. Василь Лужинський належав також до гуртка прихильників церковнослов'янської мови та богослужіння, який діяв при Виленській семінарії у 1826–1828 роках. У 1829 році Лужинський став ассесором Греко-уніатської колегії в Санкт-Петербурзі та активно допомагав Мстиславському єпископу Йосифу Семашкові у приготуванні з'єднання Греко-Католицької Церкви в Росії з Російською Православною Церквою.

### Єпископ та перехід на православ'я
6 грудня 1833 року Лужинського призначено, а 28 січня 1834 року висвячено на єпископа Оршанського.. Перед хіротонією він дав письмову згоду на перехід у православ'я. Після смерті митрополита Йосафата Булгака Лужинський став адміністратором Полоцької архієпархії.
12 лютого 1839 року під час Полоцького собору на спільному богослужінні єпископів Йосифа Семашка, Василя Лужинського та Антонія Зубка було прийнято акт про приєднання Греко-католицької церкви в Росії з Російською православною церквою. Після цього укладено прохання до царя з додатком 1305 підписів духовних осіб.
6 березня 1839 року Лужинського призначено єпископом Оршанським, вікарієм Могилівської православної єпархії. 7 липня 1840 року він став єпископом Полоцьким та Вітебським. 5 квітня 1841 року йому надано титул архиєпископа. Резиденцію єпископа у 1842 році було перенесено з Полоцька до Вітебська. Активно займався місіонерською діяльністю, завдяки чому долучив до православ'я 5 тисяч старовірів, для яких заснував одновірські парафії. Під час повстання 1863–1864 років підтримував царську владу, за що зазнав нападів від повстанців. 
В 1866 році звільнений від керівництва єпархією й викликаний у Санкт-Петербург де був призначений членом Святійшого синоду. В 1876 році став почесним членом Санкт-Петербурзької духовної академії. В останні роки життя написав монографію «Нотатки», основану на власних спогадах про ліквідацію унії в Північно-Західнім краї.
Помер в Санкт-Петербурзі 26 січня 1879 року. Похований коло церкви у своєму маєтку Любашкові (стара назва Любашковичі) на Вітебщині, в радянські часи надгробок був знищений.